# Marwaniden

Herrschaftsgebiet der Marwaniden (990 – 1085)

Die Marwaniden (kurdisch Merwanî, arabisch مروانيون, DMG Marwānīyūn) waren eine kurdische Dynastie im Nordirak und Südostanatolien, die von 990 bis 1096 herrschte.
Mit der Schwächung der Buyidenmacht nach dem Tod von Adud ad-Daula nach 983 errang der kurdische Stamm der Marwan unter Badh, einem ehemaligen Schafhirten, die Herrschaft über Mayyafariqin und die Gebiete von Amida und Nusaybin. Später marschierte Badh gegen Mosul und nahm es ein. Bei Mosul konnte er eine Armee der Hamdaniden und der Buyiden schlagen. Ein Angriff auf Bagdad aber scheiterte. Badh zog sich nach Mayyafariqin zurück und wurde ein Vasall der Hamdaniden. Dafür behielt er die eroberten Gebiete (Tur Abdin und die nördliche Dschazira). Als der Buyide Samsam ad-Daula 990 starb, versuchten die Hamdaniden, die an Badh verlorenen Gebiete zurückzuerobern. Badh starb bei einer Verteidigungsschlacht bei Tur Abdin.
Die nächsten drei Herrscher der Marwaniden waren alle Neffen des Badhs, wenn auch von verschiedenen Schwestern von Badh. Unter Abu Mansur (997–1011) und Nasr ad-Daula Ahmad (1011–1061) erreichte die Dynastie ihren Höhepunkt. Die wirtschaftliche Blüte des Fürstentums wurde durch eine starke Bautätigkeit in den Städten dargestellt. Auch wurden Kunst und Wissenschaft stark gefördert. Ahmad hatte gute Beziehungen zu den damaligen Großmächten und erhielt vom Kalifen den Titel Nasr ad-Daula (Helfer des Staates) und vom Fatimidenherrscher Abu Ali Mansur den Titel Izz al-Daula (Ruhm des Staates). Des Weiteren hatte er Kontakte zum byzantinischen Kaiser. Diese Beziehungen stärkten Nasr ad-Daulas Stellung sehr.
1071 mussten sich die Marwaniden den Seldschuken unterwerfen, als nach dem Tod des Sultans Nasr ad-Daula Ahmad Machtkämpfe innerhalb der Dynastie ausbrachen und dies zur Schwächung der Marwaniden führte. Von den Seldschuken wurde die Dynastie 1084 aus Diyarbakır vertrieben und 1096 endgültig gestürzt.
Die Herrscher der Marwaniden waren:
1. Abu Shuja’ Badh ibn Dustak (983–990)
2. al-Hasan ibn Marwan (990–997)
3. Mumahhid ad-Daula Sa’id (997–1010)
4. Sharwin ibn Muhammad (1010), Usurpator
5. Nasr ad-Daula Ahmad ibn Marwan (1011–1061)
6. Nizam ad-Daula Nasr (1061–1079)
7. Nasir ad-Daula Mansur (1079–1085)